# Beverly Anderson
Beverly Jacques Anderson (10 de septiembre de 1943) es una matemática estadounidense, profesora emérita en la Universidad del Distrito de Columbia. En la década de 1990  trabajó en la Academia Nacional de Ciencias como Directora de Programas de Minorías para la Junta de Educación de Ciencias Matemáticas, y dirigió el Programa de Haciendo que las Matemáticas Funcionen para las Minorías.

## Biografía
Anderson creció en el 7.º Barrio de Nueva Orleans en una época de segregación. Su padre Alvin Joseph y su madre Dorothy Ann, nunca finalizaron la secundaria. Anderson estudió su escuela primaria en Valena C. Jones. Posteriormente estudió la secundaria en un instituto para Afroamericanos, donde ella destacó en las matemáticas. Realizó una Licenciatura enfocada en matemáticas en la Universidad Dillard. Fue la primera miembro  de su familia en dejar Nueva Orleans cuándo  se mudó a la Universidad de Howardpara estudiar su posgrado. Finalizó su PhD en la Universidad católica de América en 1978.
Anderson fue nombrada Profesora  de Matemáticas en la Universidad del Distrito de Columbia en 1969. Fue galardonada con uno de los premios de la Iniciativa de la Casa Blanca para Colegios y Universidades Históricamente Negros. Se tomó un receso para unirse al Consejo Nacional de Investigación de la Academia Nacional de Ciencias en 1988, donde lanzó el programa Making Mathematics Work for Minorities. El programa tenía tres objetivos: atraer la atención nacional a la necesidad de estudiantes minoritarios en matemáticas, identificar las mejores prácticas en la educación matemática para estudiantes minoritarios y desarrollar una estrategia y alianza nacional para mejorar la educación matemática.Dirigió una serie de talleres en todo el país, compartiendo ideas sobre cómo ayudar a las minorías a sobresalir en matemáticas Anderson argumentó que enseñar matemáticas sin reconocer el sesgo cultural que favorecía a los estudiantes alineados con la tradición europea podría perjudicar significativamente a las personas de color.
Anderson identificó que los estudiantes minoritarios inscritos en programas universitarios de dos años tenían un 20% menos de probabilidades de obtener una licenciatura que aquellos que comenzaron en programas de cuatro años. Hizo mucho énfasis en que los programas de matemáticas escolares debían mantenerse a largo plazo, para que las escuelas de imanes apoyaran la profesión docente y para programas universitarios integrales de cuatro años.
En sus 40 años de carrera en la Universidad del Distrito de Columbia, Anderson fue profesora de Matemáticas, Presidenta del Departamento de Matemáticas y Decana de la Facultad de Artes y Ciencias. Fue nombrada Provost y Vicepresidenta de Asuntos Académicos en 1997. Permaneció como consultora en el programa de educación matemática de la Academia Nacional de Ciencias, sirviendo como consultora para el informe Everybody Counts en el año 2000. En 2013 Anderson fue nombrada como miembro de la Junta Escolar del Condado del Príncipe Jorge. En 2019, fue nombrada como Mujer Visionaria y Pionera del Condado del Príncipe Jorge por el Museo Afroamericano y Centro Cultural del Príncipe Jorge.. [Cita necesitada]